# Strobilanthes patulus
Strobilanthes patulus är en akantusväxtart som beskrevs av Raymond Benoist. Strobilanthes patulus ingår i släktet Strobilanthes och familjen akantusväxter. Inga underarter finns listade i Catalogue of Life.